# Mons Esam
El Mons Esam es una montaña lunar. Se encuentra aislada en la parte norte del Mare Tranquillitatis, en la parte sureste del cráter Vitruvius, al nornoroeste de Lyell, y justo al lado del pequeño cráter Lucian. En la parte noreste de la cuerda se encuentra la bahía denominada como Sinus Amoris.
Las coordenadas selenográficas de este accidente geográfico son 14°36′N 35°42′E / 14.6, 35.7 y tiene un diámetro envolvente de 8 km. Con una cota máxima de 6622 m (Lunar Topophotomap: hoja 61A2S1), se eleva unos 300 m sobre la superficie del mar lunar circundante.
El término Esam es un nombre masculino de origen árabe (عصام). La montaña, un cono lunar, fue formada mediante procesos tectónicos.

## Cráteres cercanos
Una pareja de diminutos cráteres situados al sur del Mons Esam han sido bautizados por la UAI como Diana y Grace. Ambos se encuentran situados en las cumbres de dos domos, y su formación parece ser de origen volcánico. Sus principales características figuran en la tabla siguiente:
| Cráter | Coordenadas                  | Diámetro | Origen del Nombre        |
| ------ | ---------------------------- | -------- | ------------------------ |
| Diana  | 14°18′N 35°42′E / 14.3, 35.7 | 2 km     | Nombre femenino en latín |
| Grace  | 14°18′N 35°54′E / 14.3, 35.9 | 1 km     | Nombre femenino en latín |